# Драган Ђилас
Драган Ђилас (Београд, 22. фебруар 1967) српски је политичар и предузетник. Између 2008. и 2013. био је градоначелник Београда, а између 2011. и 2016. председник Кошаркашког савеза Србије. Оснивач је и председник Странке слободе и правде (ССП).
Рођен је и одрастао у Београду, где се школовао и дипломирао на Универзитету у Београду. Каријеру је започео као новинар Радија Индекс, а 1989. био један од оснивача Радија Б92, где је касније био уредник информативног програма. Постао је познат 1991. као студент-проректор када је предводио студентске демонстрације против Слободана Милошевића. Новинарство је напустио 1994. када је постао медијски директор у агенцији Saatchi & Saatchi. Године 2004. учланио се у Демократску странку, док је 2012. изабран за њеног председника. Градоначелник Београда је постао 2008. и ту функцију је обављао у два мандата до 2013. Док је био градоначелник Београда, изграђен је Мост на Ади и уведен је систем Бус-плус. Након лоших резултата Демократске странке на парламентарним изборима 2014, повукао се са места председника странке и из политике. У априлу 2011. постао је председник Кошаркашког савеза Србије, док је 2015. поново изабран на ту функцију. Године 2016. дао је оставку, а 2019. основао ССП чији је тренутни председник.
Као један од главних политичких противника Александра Вучића и владајуће Српске напредне странке, био је честа мета провладиних медија који су га оптуживали за наводно ширење корупције, а довођен је у везу са многим невладиним организацијама.

## Детињство, младост и образовање
Рођен је 22. фебруара 1967. у Земуну, а име је добио по деди. Његов отац, Душан, рођен је у Очигријама, насељу између Дрвара и Бихаћа. Мајка Јованка Ђилас (девојачко Грбић), рођена је у Бачком Брестовцу, пореклом је из Лике са Плитвичких језера. Оба родитеља су медицински радници; отац је завшио вишу медицинску школу, а мајка је била лаборант. Има млађег брата, Гојка. Није у блиском сродству са Милованом Ђиласом, али вероватно деле заједничког претка.
До 12 године је живео у Земуну где је похађао ОШ „Петар Кочић”, док се касније са породицом преселио на Нови Београд где је наставио образовање у ОШ „Владимир Илич Лењин”. Прве две године средње школе завршио у Земунској гимназији, а онда прешао у Девету београдску, математички смер. Диплому авиоинжењера стекао је на Машинском факултету Универзитета у Београду.

Током студија Ђилас је био активан у супротстављању власти Слободана Милошевића, када је предводио студентске демонстрације 1991. и 1992. године. Дана 19. марта 1991. године, само десет дана након насилног деветомартовског протеста који је однео два живота и сукоба студената са полицијом који је уследио, председник Милошевић је дошао на Универзитет у Београду како би се суочио са студентима, где је Ђилас као студент-проректор добио прилику да му се обрати у непријатном сусрету који су забележиле ТВ камере. Касније Ђилас је био део званичне студентске делегације коју је примио Милошевић, а због сумњи да је Милошевић директно помагао Хрватској у ратном наоружавању, Ђилас је тада говорио: 
Као студентски-проректор и активиста, Ђилас се у јуну 1992. појавио у интервјуу РТС-а у емисији Разговор с поводом, чиме је добио 50 минута емитовања на државној телевизији, које је искористио како би додатно критиковао Милошевићеву политику. Све време Ђилас је непрекидно добијао понуде за чланство у две највеће опозиционе странке у то време, Српског покрета обнове (СПО) и Демократске странке (ДС), али их је одбио. У наредним годинама наставио је да активно учествује у разним анти-Милошевићевским скуповима између 1996. и 2000. године, иако је до сада његов активизам био у позадини због пословне каријере у почетној фази на тржишту мас-медија.

## Пословна каријера
Након што је 1986. обавио служење војне обавезе, Ђилас је отишао на аудицију у Радио Индекс, где је примљен као новинар-сарадник. Године 1989. основан је Радио Б92 чији је Ђилас био сувласник. На Радију Б92 је био уредник студентског, а касније информативног програма где је радио до 1994. године. Након тога је напустио новинарство како би постао медијски директор у агенцији .
Затим је отишао у Праг, где је 1995. основао предузеће MD International са кумом Млађаном Ђорђевићем и још неколико својих пријатеља, које се бавило спортским правима. Године 1998. био је један од оснивача предузећа Multikom Group које је пословало у државама бивше Југославије. Преко овог, био је такође један од власника предузећа Direct Media, које се бави продајом медијског простора и спортских права.
Радио Б92 је током времена добио националну фреквенцију и постао једна од најслушанијих радио-станица у Србији. Године 2001. Б92 се проширио и на телевизију, када је основана истоимена локална ТВ станица која је покривала ширу околину Београда и делове Војводине. Временом станица је проширила свој сигнал и била доступна у већини Србије. Након овог успеха, Ђилас заједно са неколико пријатеља оснива продукцијску кућу Emotion Production, која је поред Б92 производила и програме за друге ТВ станице. Emotion постаје најпознатији по производњи ријалити-шоу програма, а највећи успех остварује Велики брат.
Након оптужби да је скривени власник многих медија у Србији, Ђилас је 2011. у интервјуу за Крик изјавио да Direct Media јесте финансијски помагала тек основаним медијима у области огласа, али није умешана у њихову уређивачку политику. Такође је изјавио да сматра да имовина функционера треба да буде транспарентна, прихвативши да приложи своје приходе и имовину.

### Контроверзе
За време предизборне кампање уочи парламентарних и локалних избора у Србији у мају 2008. године, чести су били наводи странака супарничких Демократској странци и појединих дневних листова да Драган Ђилас поседује велико лично богатство и да постоји сумња да се у личном богаћењу користио својим политичким положајем. Тако, званичници СРС и ДСС-НС су често постављали питање порекла његове имовине, а званичници ЛДП су уз његово име додавали надимак „Тајкун“ тврдећи истовремено да је Ђилас сувласник дневног листа „Прес“ у којим објављује неистините податке на штету ЛДП. Међутим, када су се у априлу широм Београда појавили графити „ЂИЛАС ТАЈКУН“, званичници ЛДП су демантовали било какву умешаност и указали да неко покушава да им то „подметне“. До данас (август 2008) није откривен идентитет аутора графита иако су из полиције долазиле изјаве да се ради на проналажењу криваца. Сам Ђилас је тврдио да су за исписивање графита одговорни „прави тајкуни“ који су тесно сарађивали са претходним властима, „износили паре на Кипар“ и учествовали у бројним приватизацијама, а он је рекао да није радио ништа од тога и зато није „тајкун“.

#### Извештај СБПК
Према Извештају о притисцима и контроли медија у Србији Савета за борбу против корупције Републике Србије, чланица Мултиком групе фирма Биг принт је имала директну пословну сарадњу са предузећима која се финансирају из буџета Града Београда, док је Драган Ђилас био и градоначелник Београда и сувласник Мултикома. Према извештају Мултиком група је остварила добит 498 милиона динара 2008, 563 милиона 2009 и 790 милиона 2010. До 2011. године ова фирма је имала удела од 49% власништва компаније „Емоушон“ (Emotion), која је реализовала телевизијске програме, попут емисија Велики брат, Мењам жену, 48 сати свадба, Операција тријумф и Све за љубав, али је главну руководећу улогу водила фирма Горана Стаменковића, ИМГС, која је имала 51% власништва до 2011. а од 2011 је стопроцентни власник.

#### Ђиласов деманти
Наводе из медија да му је фирма порасла 800 пута од 2004 Ђилас је демантовао образложењем да му фирма није порасла 800 пута од 2004, када је ушао у ДС, да нема удела у располагању рекламног времена јавног сервиса нити су тачни подаци чега је све сувласник. Тиме је имплицитно демантовао и наводе из извештаја Савета за борбу против корупције, изјавом да сматра да је Александар Вучић, задужен за одбрану, безбедност и борбу против корупције и криминала у Републици Србији, податак погрешно добио и тако интерпетирао. У вези са тим наводима, Ђилас је додатно изјавио да ће своја права заштити на суду. Такође је напоменуо да му деца плаћају цену што то неко ради а сви ћуте и да борба против корупције мора да се води по правилу а не селективно и да мора да постоји заштита политичких противника и тиме навео да се Вучић бави селективном правдом као министар и први потпредседник владе. Такође је навео да је идеално да се објави свашта о Драгану Ђиласу и да то буде потпомогнуто члановима из редова ДС-а (конкретно Душана Петровића) који се не слажу са политиком данашњег ДС-а (јануар 2013) а слажу се са политиком противничке најјаче владајуће странке СНС.

## Оптужбе за корупцију
Александар Вучић је у августу 2019. изнео тврдње да су од 2000. до 2014. четири предузећа у Ђиласовом власништву имала укупан приход од 619 милиона евра, као и да је то остварио злоупотребом своје политичке функције. Ђилас је демантовао Вучићеве тврдње, рекавши: „Ја да сам лопов, милион да сам украо а не 619, вероватно би ме неко ухапсио”, као и да су напади на њега почели 2019. када је поново ушао у политику.
Пинк је 16. марта 2021. емитовао специјалну емисију чији су гости били Адријана Нешић, помоћница главног и одговорног уредника за дигитална издања Вечерњих новости, и Синиша Мали, тадашњи градоначелник Београда, због сазнања Вечерњих новости о наводним рачунима Драгана Ђиласа и његовог брата Гојка на Маурицијусу и Швајцарској. Мали је тада рекао да „овде и те како има посла за надлежне органе. Они морају да виде како је неко дошао до оволиког новца, и то док је био на власти, и које је његово порекло. Данима уназад председник [Александар Вучић] говори како је ред да [Ђилас] оде на полиграф о свему”. Ђилас је сутрадан у обраћању јавности изјавио да су изнета фалсификат документа, као и да је „пола сата после те специјалне емисије о мени на Пинку су људи на Twitter-у већ нашли да банка, која је наводно дала папир да сам у децембру прошле године имао 5,6 милиона на рачуну, не постоји од јула 2018.” Упркос претходној најави Малог, надлежни органи нису реаговали, док је Ђилас најавио да ће поднети кривичне пријаве против свих који су у томе учествовали.

## Политичка каријера
Иако је од ране младости био политички активан у разним облицима, Ђилас је званично ушао у политику 2004. године када се придружио Демократској странци (ДС).

### Народна канцеларија
Ђилас је 1. октобра 2004. године постао директор Народне канцеларије коју је основао новоизабрани председник Републике Србије, Борис Тадић. Стварање Народне канцеларије било је једно од Тадићевих изборних обећања на председничким изборима у јуну 2004. године. Ђилас је на тој функцији остао до маја 2007. године, када су ДС и коалиција ДСС—НС коначно формирали нову Владу Србије, скоро пет месеци након парламентарних избора у јануару 2007. године. Постао је министар без портфеља задужен за Национални инвестициони план (НИП).

### Министар без портфеља задужен за НИП
Његова функција је, међутим, била краткотрајна пошто је влада пала у фебруару 2008. године након проглашења независности Косова.
Ђиласово време на функцији обележили су учестали сукоби с владиним колегом, министром за капитална улагања Велимиром Илићем. Од раније су имали јавне свађе када су у мају 2007. године постали део исте владе. Није требало дуго времена да се њихов сукоб настави, а у октобру 2007. ствари су се поквариле када је Илић поставио љутити, опсцени телефонски позив Ђиласовој канцеларији чији је транскрипт завршио у српским медијима.

### Градоначелник Београда
Ђилас је 19. августа 2008. године положио заклетву као нови градоначелник Београда.
Током предизборне кампање за градоначелника Београда 2008. године, Либерално-демократска партија је Ђиласа често прозивала као „тајкуна” због свог личног богатства. Постојала је чак и кампања прскања зидова са натписом „Ђилас Тајкун” на разним зградама широм Београда. Међутим, странка је негирала било какву везу са прсканим списима.
Разрешен је као градоначелник 18. новембра 2013. године, а Синиша Мали постављен је за председника Привременог савета Београда.

### Председник Демократске странке
У новембру 2012. године, изабран је за председника Демократске странке, заменивши Бориса Тадића. После лоших изборних резултата на парламентарним изборима 2014. године, у мају је одржана изборна скупштина ДС на којој је изгубио место председника странке од Бојана Пајтића. У октобру 2014. године, поднео је оставку на место посланика у Народној скупштини и повукао се из јавног живота.
Напустио је странку у јуну 2016. године, али није желео да коментарише разлоге за такву одлуку.

### Савез за Србију
После избора за одборнике Скупштине града Београда 2018. године, Ђилас је најавио формирање нове опозиционе политичке алијансе — као противтежа владајућој СНС. Његова амбиција била је окупљање свих опозиционих политичких странака и организација, без обзира на њихову политичку оријентацију. Делимично је успео у томе, а СзС је званично формиран у септембру 2018. године, окупљајући обе левичарске странке попут ДС и десничарске странке десног центра попут НС. Пошто је Ђилас поздравио Двери (десничарску политичку странку) у савез, неке либералне и левичарски наслоњене организације (пре свега ПСГ Саше Јанковића) одбиле су да учествују у савезу, иако су изјавиле да су спремне да сарађују у разним темама, посебно на питање изборне организације.

### Странка слободе и правде
Странка слободе и правде (ССП) је основана у београдској општини Стари Град 19. априла 2019. године. Ђилас је изабран за председника странке, Борко Стефановић за заменика председника и потпредседника и Мариника Тепић и Дејан Булатовић за потпредседнике. Ова странка је успела да се одрекне уобичајеног поступка регистрације за политичке странке у Србији када је Булатовић дозволио реституцију своје Зелене Еколошке партије — Зелени; законски, ССП је наследник Булатовићеве странке.

## Политички ставови и погледи

### Европска унија и НАТО
Ђилас се залаже за приступање Србије Европској унији, тврдећи да су грађани Србије „део европске породице народа”, а да би приступање ЕУ требало да буде стратешки циљ Србије.
Он је у априлу 2014. рекао да су идеје да Србија може да тражи одштету од земаља НАТО-а за бомбардовање 1999. године „неосноване”, иако је Србији тада нанета, како је рекао, „огромна” штета. На питање да ли ће улазак Србије у НАТО убрзати њено приступање ЕУ, Ђилас је навео да је Србија „разрушена у НАТО бомбардовању”, да је „побијено на хиљаде људи” и да је зато „бесмислено” о говорити о тој теми, додајући да Србија треба да сарађује са НАТО-ом, „што већ дуже време радимо ради безбедности свих који живе у овом делу Европе”, али да чланство Србије у НАТО „заиста није тема”.

### Косовско питање
Ђилас је навео да када је реч о питању спорне територије Косова и Метохије, решење није „подела, већ помирење”, те да Косово припада и Србима и Албанцима. У септембру 2019. године, Ђилас је рекао медијима да план његове странке за процес помирења Срба и Албанаца предвиђа да људи који су починили ратне злочине или подстицали на ратне злочине не могу учествовати у процесу поновног признавања, док је у октобру 2019. рекао „никада не бих потписао споразум о признавању независности Косова, што је противно нашим законима, међународном праву и супротно концептима као што су морал и део у који још увек верујем”.

### Економија
Ђилас је у једном новинском чланку написао да се залаже за државни капитализам и да само државна улагања, првенствено у пољопривреди и енергетици, могу покренути српску привреду. Уместо приватизације ПКБ-а, он предлаже систем државних пољопривредних предузећа који ће подстицати развој пољопривреде и прехрамбене индустрије.

## Приватни живот
Ђилас је оснивач и потпредседник хуманитарне организације „Наша Србија”, за српску децу која су у ратовима на простору бивше Југославије остала без једног или оба родитеља.
Био је ожењен Милицом Делевић од 1994. године, која је такође политички активна, а развели су се 2007. године. Од јесени 2003. до средине августа 2004. године била је на челу Канцеларије за сарадњу са Европском унијом при Савету министара. Потом је од 2007. до 2008. године била заменик министра спољних послова Србије Вука Јеремића. Од новембра 2008. године, она је на челу Канцеларије за европске интеграције у Влади Србије. Имају две ћерке, Софију и Јовану.
У септембру 2009. године, Ђилас се оженио лекарком Ивом Пелевић на грађанској церемонији. Годину дана касније имали су црквено венчање. Имају ћерку Ану и сина Вука. Године 2013. су се развели.